# Polska na Mistrzostwach Europy w Lekkoatletyce 2018
Polska na Mistrzostwach Europy w Lekkoatletyce 2018 – reprezentacja Polski podczas mistrzostw Europy w Berlinie, która liczyła 86 zawodników – 50 mężczyzn i 36 kobiet.

## Występy reprezentantów Polski

### Mężczyźni

#### Konkurencje biegowe
| Konkurencja              | Zawodnik | Eliminacje | Eliminacje | Półfinał | Półfinał | Finał    | Finał |
| Konkurencja              | Zawodnik | Rezultat   | Poz.       | Rezultat | Poz.     | Rezultat | Poz.  |
| ------------------------ | --- | ---------- | ---------- | -------- | -------- | -------- | ----- |
| Bieg na 100 m            | Dominik Kopeć                                                                                                | 10,37      | 10. q      | 10,29    | 12.      | NQ       | NQ    |
| Bieg na 100 m            | Remigiusz Olszewski                                                                                          | 10,44      | =19.       | NQ       | NQ       | NQ       | NQ    |
| Bieg na 100 m            | Przemysław Słowikowski                                                                                       | 10,54      | 28.        | NQ       | NQ       | NQ       | NQ    |
| Bieg na 400 m            | Dariusz Kowaluk                                                                                              | 46,18      | 15.        | NQ       | NQ       | NQ       | NQ    |
| Bieg na 400 m            | Łukasz Krawczuk                                                                                              | 46,17      | 14. q      | 45,78    | 20.      | NQ       | NQ    |
| Bieg na 400 m            | Karol Zalewski                                                                                               | —          | —          | 45,11    | 6. Q     | 45,34    | 4.    |
| Bieg na 800 m            | Mateusz Borkowski                                                                                            | 1:46,41    | 2. Q       | 1:46,54  | 7. Q     | 1:45,42  | 5.    |
| Bieg na 800 m            | Adam Kszczot                                                                                                 | 1:46,31    | 1. Q       | 1:46,11  | 1. Q     | 1:44,59  |       |
| Bieg na 800 m            | Michał Rozmys                                                                                                | 1:48,01    | 17. Q      | 1:46,17  | 3. Q     | 1:45,32  | 4.    |
| Bieg na 1500 m           | Marcin Lewandowski                                                                                           | 3:40,74    | 2. Q       | —        | —        | 3:38,14  |       |
| Maraton                  | Błażej Brzeziński                                                                                            | —          | —          | —        | —        | 2:22:45  | 45.   |
| Maraton                  | Arkadiusz Gardzielewski                                                                                      | —          | —          | —        | —        | 2:18:21  | 21.   |
| Maraton                  | Mariusz Giżyński                                                                                             | —          | —          | —        | —        | 2:16:02  | 13.   |
| Maraton                  | Artur Kozłowski                                                                                              | —          | —          | —        | —        | 2:26:28  | 52.   |
| Maraton                  | Yared Shegumo                                                                                                | —          | —          | —        | —        | DNF      | DNF   |
| Maraton                  | Henryk Szost                                                                                                 | —          | —          | —        | —        | 2:18:09  | 19.   |
| Bieg na 110 m ppł        | Damian Czykier                                                                                               | —          | —          | 13,45    | 8. q     | 13,38    | 4.    |
| Bieg na 110 m ppł        | Artur Noga                                                                                                   | 13,71      | 11. q      | 13,66    | 19.      | NQ       | NQ    |
| Bieg na 400 m ppł        | Patryk Dobek                                                                                                 | —          | —          | 48,75    | 2. Q     | 48,59    | 5.    |
| Bieg na 400 m ppł        | Jakub Mordyl                                                                                                 | 51,15      | 18.        | NQ       | NQ       | NQ       | NQ    |
| Bieg na 3000 m z przesz. | Krystian Zalewski                                                                                            | 8:29,11    | 8. Q       | —        | —        | 8:38,59  | 7.    |
| Sztafeta 4 × 100 m       | Dominik Kopeć Remigiusz Olszewski Przemysław Słowikowski Krzysztof Grześkowiak Eryk Hampel Karol Kwiatkowski | DSQ        | DSQ        | —        | —        | NQ       | NQ    |
| Sztafeta 4 × 400 m       | Dariusz Kowaluk Łukasz Krawczuk Karol Zalewski Kajetan Duszyński Rafał Omelko Mateusz Rzeźniczak             | 3:02,75    | 5. q       | —        | —        | 3:02,27  | 5.    |
| Chód na 20 km            | Artur Brzozowski                                                                                             | —          | —          | —        | —        | DSQ      | DSQ   |
| Chód na 20 km            | Dawid Tomala                                                                                                 | —          | —          | —        | —        | 1:25:06  | 19.   |
| Chód na 50 km            | Rafał Augustyn                                                                                               | —          | —          | —        | —        | 3:51:37  | 6.    |
| Chód na 50 km            | Adrian Błocki                                                                                                | —          | —          | —        | —        | 3:57:11  | 12.   |
| Chód na 50 km            | Rafał Sikora                                                                                                 | —          | —          | —        | —        | 3:52:56  | 7.    |

#### Konkurencje techniczne
| Zawodnik       | Konkurencja         | Eliminacje | Eliminacje | Finał    | Finał   |
| Zawodnik       | Konkurencja         | Rezultat   | Pozycja    | Rezultat | Pozycja |
| -------------- | ------------------- | ---------- | ---------- | -------- | ------- |
| Skok w dal     | Tomasz Jaszczuk     | 7,88       | 6. q       | 8,08     | 5.      |
| Trójskok       | Karol Hoffmann      | NM         | –          | NQ       | NQ      |
| Skok wzwyż     | Sylwester Bednarek  | 2,25       | 9. q       | 2,24     | 7.      |
| Skok wzwyż     | Maciej Grynienko    | 2,21       | 16.        | NQ       | NQ      |
| Skok o tyczce  | Piotr Lisek         | 5,61       | 1. q       | 5,90     | 4.      |
| Skok o tyczce  | Robert Sobera       | 5,36       | 25.        | NQ       | NQ      |
| Skok o tyczce  | Paweł Wojciechowski | 5,61       | 1. q       | 5,85     | 5.      |
| Pchnięcie kulą | Konrad Bukowiecki   | 19,89      | 10. q      | 21,66    |         |
| Pchnięcie kulą | Michał Haratyk      | 20,59      | 3. Q       | 21,72    |         |
| Pchnięcie kulą | Jakub Szyszkowski   | 19,67      | 13.        | NQ       | NQ      |
| Rzut dyskiem   | Piotr Małachowski   | NM         | –          | NQ       | NQ      |
| Rzut dyskiem   | Robert Urbanek      | 62,00      | 14.        | NQ       | NQ      |
| Rzut młotem    | Paweł Fajdek        | 77,86      | 1. Q       | 78,69    |         |
| Rzut młotem    | Wojciech Nowicki    | 76,03      | 4. Q       | 80,12    |         |
| Rzut oszczepem | Marcin Krukowski    | 84,35      | 3. Q       | 84,55    | 4.      |
| Rzut oszczepem | Cyprian Mrzygłód    | 83,85      | 4. Q       | 80,20    | 9.      |
| Rzut oszczepem | Bartosz Osewski     | 74,80      | 21.        | NQ       | NQ      |

Dziesięciobój
| Zawodnik        | Konkurencja | 100 m | LJ   | SP    | HJ   | 400 m | 110H  | DT    | PV   | JT    | 1500 m  | Razem | Pozycja |
| --------------- | ----------- | ----- | ---- | ----- | ---- | ----- | ----- | ----- | ---- | ----- | ------- | ----- | ------- |
| Paweł Wiesiołek | Rezultat    | 10,95 | 6,93 | 12,79 | 1,93 | 49,75 | 15,10 | 45,68 | 4,70 | 55,57 | 4:37,03 | 7696  | 13.     |
| Paweł Wiesiołek | Miejsce     | 9.    | 23.  | 26.   | 21.  | 18.   | 19.   | 3.    | 11.  | 17.   | 10.     | 7696  | 13.     |
| Paweł Wiesiołek | Punkty      | 872   | 797  | 654   | 740  | 826   | 837   | 781   | 819  | 671   | 699     | 7696  | 13.     |

### Kobiety

#### Konkurencje biegowe
| Konkurencja              | Zawodniczka | Eliminacje | Eliminacje | Półfinał | Półfinał | Finał    | Finał  |
| Konkurencja              | Zawodniczka | Rezultat   | Poz.       | Rezultat | Poz.     | Rezultat | Poz.   |
| ------------------------ | --- | ---------- | ---------- | -------- | -------- | -------- | ------ |
| Bieg na 100 m            | Ewa Swoboda | 11,33      | 2. Q       | 11,30    | 11.      | NQ       | NQ     |
| Bieg na 200 m            | Anna Kiełbasińska | 23,20      | 3. Q       | 23,29    | 14.      | NQ       | NQ     |
| Bieg na 200 m            | Martyna Kotwiła | 23,62      | 12. Q      | 23,41    | 16.      | NQ       | NQ     |
| Bieg na 400 m            | Iga Baumgart-Witan | 52,23      | 10. q      | 51,35    | 6. Q     | 51,24    | 5.     |
| Bieg na 400 m            | Małgorzata Hołub-Kowalik | —          | —          | 51,74    | 12.      | NQ       | NQ     |
| Bieg na 400 m            | Justyna Święty-Ersetic | —          | —          | 51,23    | 3. Q     | 50,41    |        |
| Bieg na 800 m            | Anna Sabat | 2:01,67    | 8. q       | 2:00,32  | 3. Q     | 2:01,26  | 5.     |
| Bieg na 800 m            | Angelika Cichocka | 2:01,01    | 4. q       | 2:03,14  | 12.      | NQ       | NQ     |
| Bieg na 1500 m           | Angelika Cichocka | 4:10,04    | 11. Q      | —        | —        | 4:10,93  | 12.    |
| Bieg na 1500 m           | Sofia Ennaoui | 4:08,60    | 1. Q       | —        | —        | 4:03,08  | srebro |
| Bieg na 5000 m           | Paulina Kaczyńska | —          | —          | —        | —        | 15:49,21 | 12.    |
| Bieg na 5000 m           | Katarzyna Rutkowska | —          | —          | —        | —        | 15:41,52 | 11.    |
| Bieg na 10000 m          | Katarzyna Rutkowska | —          | —          | —        | —        | DNF      | DNF    |
| Maraton                  | Izabela Trzaskalska | —          | —          | —        | —        | 2:33:43  | 10.    |
| Bieg na 100 m ppł        | Karolina Kołeczek | 12,96      | 2. Q       | 12,94    | 7. q     | 13,11    | 6.     |
| Bieg na 100 m ppł        | Klaudia Siciarz | —          | —          | 13,12    | 16.      | NQ       | NQ     |
| Bieg na 400 m ppł        | Joanna Linkiewicz | 56,66      | 4. Q       | 56,06    | 14.      | NQ       | NQ     |
| Bieg na 400 m ppł        | Justyna Saganiak | 57,24      | 11. q      | 57,71    | 23.      | NQ       | NQ     |
| Bieg na 3000 m z przesz. | Alicja Konieczek | 9:41,16    | 17.        | NQ       | NQ       | NQ       | NQ     |
| Bieg na 3000 m z przesz. | Matylda Kowal | 9:19,27    | 24.        | NQ       | NQ       | NQ       | NQ     |
| Bieg na 3000 m z przesz. | Katarzyna Kowalska | 9:54,83    | 29.        | NQ       | NQ       | NQ       | NQ     |
| Sztafeta 4 × 100 m       | Ewa Swoboda Anna Kiełbasińska Martyna Kotwiła Kamila Ciba Magdalena Stefanowicz Karolina Zagajewska                           | 43,20      | 6. q       | —        | —        | 43,34    | 6.     |
| Sztafeta 4 × 400 m       | Iga Baumgart-Witan Małgorzata Hołub-Kowalik Justyna Święty-Ersetic Martyna Dąbrowska Natalia Kaczmarek Patrycja Wyciszkiewicz | 3:28,52    | 3. Q       | —        | —        | 3:26,59  |        |
| Chód na 20 km            | Katarzyna Zdziebło | —          | —          | —        | —        | 1:36:01  | 21.    |
| Chód na 50 km            | Joanna Bemowska | —          | —          | —        | —        | DNF      | DNF    |
| Chód na 50 km            | Agnieszka Ellward | —          | —          | —        | —        | DNF      | DNF    |

#### Konkurencje techniczne
| Konkurencja    | Zawodniczka             | Eliminacje | Eliminacje | Finał       | Finał   |
| Konkurencja    | Zawodniczka             | Rezultat   | Pozycja    | Rezultat    | Pozycja |
| -------------- | ----------------------- | ---------- | ---------- | ----------- | ------- |
| Skok o tyczce  | Justyna Śmietanka       | 4,20       | 20.        | NQ          | NQ      |
| Trójskok       | Anna Jagaciak-Michalska | 14,01      | 14.        | NQ          | NQ      |
| Pchnięcie kulą | Paulina Guba            | 18,66      | 3. Q       | 19,33       |         |
| Pchnięcie kulą | Klaudia Kardasz         | 18,00      | 4. Q       | 18,48 NU23R | 4.      |
| Rzut dyskiem   | Daria Zabawska          | 53,94      | 22.        | NQ          | NQ      |
| Rzut młotem    | Joanna Fiodorow         | 71,46      | 5. Q       | 74,00       | brąz    |
| Rzut młotem    | Malwina Kopron          | 71,14      | 6. Q       | 72,20       | 4.      |
| Rzut młotem    | Anita Włodarczyk        | 75,10      | 1. Q       | 78,94       | złoto   |